# 亚历山德拉·皮内利
亚历山德拉·皮内利·冈萨雷斯（西班牙語：Alexandra Pinell González；2002年10月18日—），哥斯达黎加女子足球运动员，司职中场，目前效力于阿拉胡埃伦斯足球俱乐部和哥斯达黎加国家女子足球队。她曾代表哥斯达黎加参加2023年国际足联女子世界杯。